# Holophotales System

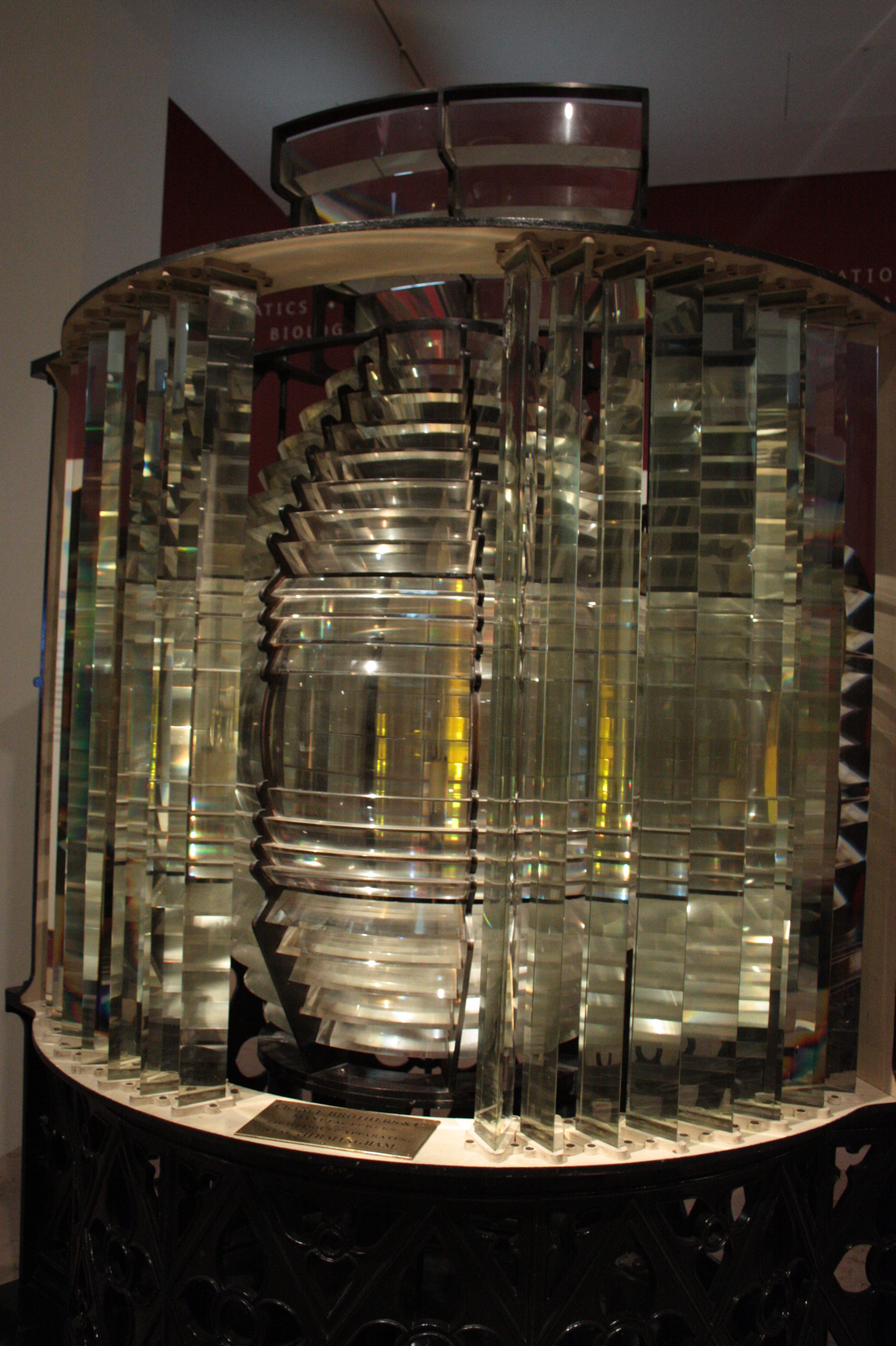

Das Holophotale System erfand 1849 der Schotte Thomas Stevenson als ein neues Reflektordesign, bei dem kein Licht am Rand des Reflektors entweicht, wie dies bei allen bisherigen Reflektordesigns der Fall war. Er nannte sein Design den „Holophotal Reflector“, weil er fast 100 Prozent des verfügbaren Lichts sammelte und es in einem einzigen Strahl nach vorne richtete. Damit konnte bei gleichbleibendem Energieeinsatz die Lichtausbeute deutlich erhöht werden.

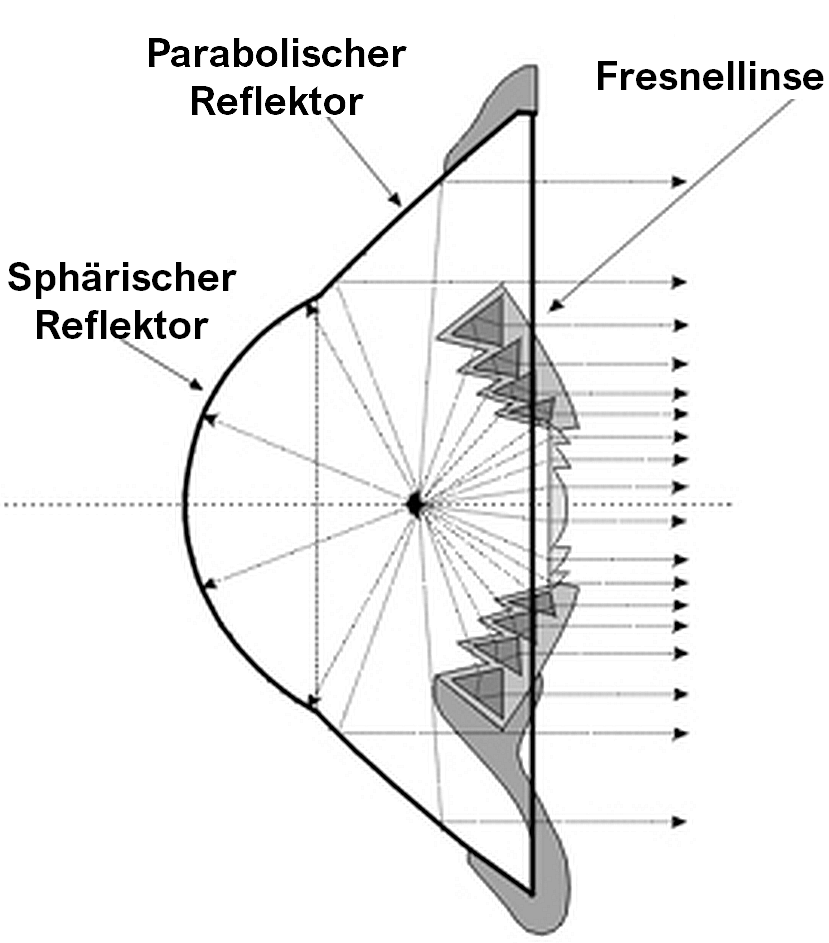
Holophotales System

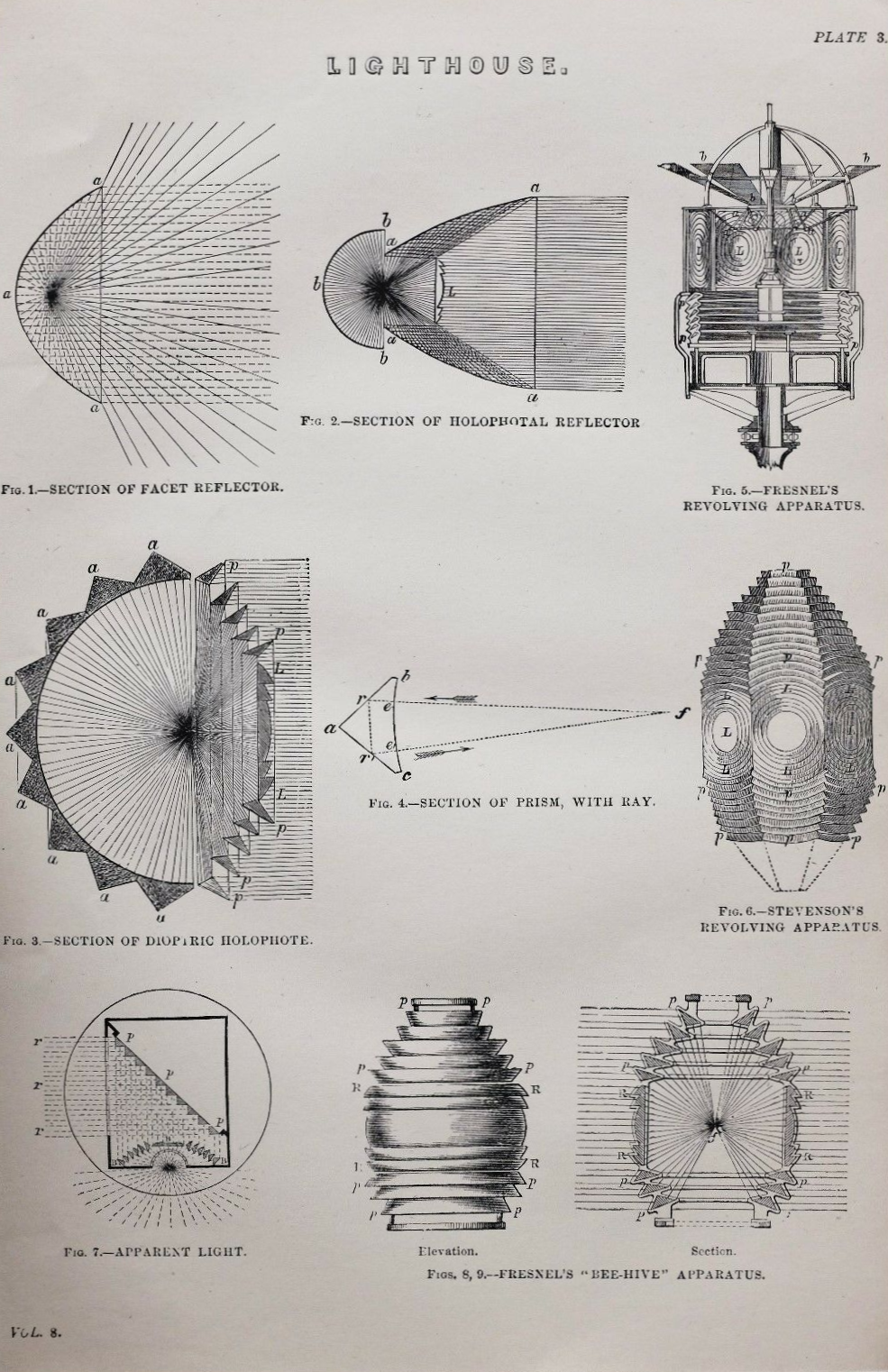
Holophotale Reflektoren

Der holophotische Reflektor besteht aus einem sphärischen Reflektor hinter der Lampe, der alle Lichtstrahlen sammelt und sie in ihrem Fokus auf die Lampenflamme zurückführt. Der vordere Teil des Reflektors ist ein tiefer Parabolspiegel mit kurzem Fokus, der das Licht der Lampe einfängt und in einem einzigen Strahl nach vorne sendet. In den Parabolspiegel ist ein kleiner Teil einer Fresnellinse eingesetzt, der so positioniert ist, dass alle Lichtstrahlen gesammelt werden, die normalerweise am Rand des Reflektors entweichen würden. Diese dreiteilige Reflektor-Linsen-Kombination sammelt fast jedes Licht und formt es zu einem einzigen Strahl. Das einzige Licht, das nicht gesammelt wird, ist das, welches von der Lampe, dem Schornstein und dem Linsengerüst blockiert, sowie das, welches von den metallisch reflektierenden Oberflächen absorbiert wird. Das holophotale Design verwendet sowohl einen Reflektor als auch eine Linse und ist als katadioptrischer oder reflektierender bzw. refraktiver Illuminator bekannt. Später wurden holophotale Glaslinsen nach dem gleichen Prinzip hergestellt, wobei doppelt reflektierende Prismen verwendet wurden, um den Reflektor zu ersetzen.
Systeme dieser Art wurden überwiegend in Leuchttürmen eingesetzt.